# Liste des abbés de Saint-Michel-de-Cuxa
 (novembre 2012).
Si vous disposez d'ouvrages ou d'articles de référence ou si vous connaissez des sites web de qualité traitant du thème abordé ici, merci de compléter l'article en donnant les références utiles à sa vérifiabilité et en les liant à la section « Notes et références ».

## Liste chronologique
Jusqu'en 878, l'abbaye n'existe pas encore, cette liste mentionne les abbés du monastère Saint-André d'Eixalada.
- 854-864 : Comendat
- 864-874 : Witiza
- 874-878 : Baron
- 878-901 : Protase
- 901-942 : Gondefred Ier
- 942-947 : Aymard
- 947-956 : Gondefred II
- 956-964 : Pons
- 965-991 : Garin (ou Guarin[1])
- 991-1008 : Guifred
- 1008-1046 : Oliba
- 1047-1072 : Gausfred Ier
- 1073-1087 : Gerbert
- 1088-1111 : Pierre Ier Guillaume
- 1112-1129 : Bernard Ier
- 1130-1143 : Grégoire Ier
- 1144-1156 : Gausfred II
- 1157-1160 : Ostensius
- 1160-1173 : Arbert
- 1174-1181 : Grégoire II
- 1181-1187 : Bernard II
- 1188-1203 : Arnaud
- 1203-1218 : Pierre II d’Ortafa
- 1219-1238 : Bertrand Ier
- 1239-1251 : Bernard III
- 1252-1264 : Jausbert de Fulla
- 1265-1269 : Bérenger Ier de Puigalt
- 1270-1294 : Bérenger II d’Acciano
- 1295-1304 : Guillaume II Marti
- 1305-1316 : Raymond de Bolvir
- 1317-1341 : Grimaud de Banyuls
- 1342-1349 : Bernard IV de Lordat
- 1350-1356 : Amelius de Brassac
- 1357-1380 : Bertrand II de Comno
- 1380-1381 : Astorg
- 1381-1407 : Galcerand de Catilar
- 1408-1415 : Guillaume III Sa Maso
- 1416-1461 : Bérenger III de Pontons
- 1462-1470 : Jean Ier de Millars
- 1471-1474 : Charles de Saint-Gelais
- 1474-1493 : Pierre III d’Ornach
- 1494-1499 : cardinal César Borgia, également devenu évêque d'Elne[2]
- 1499-1505 : Bernard V Boyl
- 1506-1510 : Jacques Ier de Serra
- 1510-1515 : Pierre IV Louis de Voltan
- 1516-1522 : cardinal Jules de Médicis (futur pape Clément VII)
- 1522-1526 : Michel Ier Sumbeu
- 1526-1533 : Henri de Cardona
- 1534-1559 : Archange Mercader
- 1560-1594 : Louis Ier de Çagarriga
- 1595-1612 : Bernard VI de Cardona
- 1612-1614 : François Ier de Caraps
- 1615-1618 : François II d’Eril
- 1619-1631 : Pierre V de Puigmari
- 1631-1633 : Vincent Ferrer
- 1633-1647 : Michel II Salavardenya
- 1647-1668 : François III de Montpalau
- 1668-1684 : Joseph Ier Viladot
- 1684-1695 : Louis II Habert de Montmor
- 1695-1701 : Joseph II Trobat
- 1701-1721 : Jean II Hervé de Bazan de Flamanville évêque d'Elne
- 1721-1756 : Sauveur de Copons
- 1756-1758 : Jacques II de Cahors
- 1759-1771 : Jean-Baptiste Guanter
- 1771-1790 : Joseph III de Réart